# Marta Olkowska
Marta Olkowska é uma diplomata polaca, Cônsul Geral da República da Polônia em Curitiba (15 de abril 2020–2025), Chargé d'affaires a.i. República da Polónia no Brasil (21 de dezembro 2017 – 29 de fevereiro 2020) e Cônsul da República da Polônia em Lisboa (2008–2012).